# Denis Ravera
Pour les articles homonymes, voir Ravera.
Denis Ravera (né le 11 juin 1948 et décédé le 11 avril 2007 à Monaco), était un homme politique monégasque. Il fut notamment Conseiller de Gouvernement (= ministre) des Affaires sociales et de la Santé du 1er février 2005 à sa mort.

## Biographie
Fils de commerçants monégasques et figure du Rocher, très apprécié tant par la population que par ses collaborateurs pour ses grandes qualités humaines, de générosité, de compétence et de simplicité, homme de dialogue, il a gravi tous les échelons de l'Administration monégasque après sa formation de juriste.
Après avoir effectué tout le début de sa carrière au sein du Département des Travaux Publics et des Affaires Sociales, il devient en 1991 chef de cabinet du Ministre d'État (le Ministre d'Etat est l'équivalent du premier ministre à Monaco), puis en 2000 conseiller auprès du Ministre d'État et chargé du cabinet de ce dernier. Le 1er février 2005, il est nommé au portefeuille des Affaires sociales et de la Santé, à l'occasion de la création de ce Département, qui était jusqu'alors relié aux Travaux Publics.
Il décède prématurément le 11 avril 2007 d'un cancer au Centre hospitalier Princesse-Grace de Monaco, après avoir lutté contre la maladie. Il était marié et père d'un enfant.